# Гросвенедигер
Гросвенедигер (на немски Großvenediger) е връх в Алпите на територията на Австрия (на границата на провинции Тирол и Залцбург). Със своите 3657 м (според други данни 3666 м) е най-висок в масива Венедигер – най-западната част на веригата Висок Тауерн и е на четвърто място в Австрия след Гросглокнер и двата първенци на Йоцталските Алпи – Вилдшпице и Вайскугел.

## Масивът Венедигер
Това е най-голямата част от Висок Тауерн – 1050 кв. км по билото на хребета от прохода Бирнлюке до прохода Фелбер. Има типичен алпийски вид със скалисти върхове, много от които се издигат над 3000 м (наименовани са около 100 трихилядници). Те са плътно покрити с ледници и представляват сериозно предизвикателство пред алпинистите. Подножията (особено от южната страна) представляват живописни долини, от които нагоре пълзят десетки лифтове.

## Име
Името Гросвенедигер означава в свободен превод „големият венецианец“ (от немското название на Венеция – Венедиг). За първи път е употребено в документ от 1797 г. (годината, в която е ликвидирана Внецианската република). Има две теории за произхода на името: според първата е дадено от минаващи наблизо венециански търговци; според втората идва от там, че от върха гледката стига чак до Венеция (на двеста км). Това обаче не отговаря на фактите.

## Описание
Гросвенедигер има пирамидална форма, но не е толкова стръмен, като много други алпийски върхове. Той е най-плътно покритият с лед връх във Висок Тауерн, което не се променя видимо дори заради глобалното затопляне. По тази причина е сревнително лесен за изкачване от техническа гледна точка, но има опасност от лавини и разстоянията са големи. Може да се изкачи от три страни: от север, което е труден и рядко използван маршрут; от изток, откъдето пътят е осем часа и се преодоляват над 2200 м денивелация; и от юг. Южният маршрут започва от хижа Дефрегер и е най-лесен. Използва се от стотици катерачи всяка година.

## Първо изкачване
След покоряването на Гросглокнер през 1800 г. вниманието на ерцхерцог Йохан Австрийски (брат на император Франц ІІ) се насочва към втория по височина връх в Тауерн. През 1828 г. експедиция оглавявана от него не успява да покори върха. Чак през 1841 г. друга експедиция, начело с алпиниста Йозеф Шваб, постига тази цел. От 40 участници само 26 се изкачват, а другите се връщат обратно, принудени от умората.